# Sjöö Sandström
Sjöö Sandström är en svensk klocktillverkare, grundad 1986 av ingenjörerna och klockentusiasterna Christer Sjöö och Mikael Sandström.
Den första modellen introducerades 1993 och två år senare tilldelades Sjöö Sandström utmärkelsen Utmärkt Svensk Form. 2009 och 2010 tilldelades företaget utmärkelsen "Best Timepiece Manufacturer of the year".
Under 2000-talet gick ingenjörerna Sjöö och Sandström vidare för att tillverka klockor under namnet Epoch Sedan dess har Christer Sjöö lämnat företaget, Mikael Sandström har också lämnat och ligger bakom nysatsningen av den anrika svenska urtillverkaren Halda nu under namnet Halda Watch Co.

## Klockorna
Sjöö Sandström erbjuder huvudsakligen traditionella herr- och damur i stål med boettdiameter 35,5 -44,2 mm. Produktlinje utgår ifrån "Royal Steel" serien med varianter. Uren sammansätts i verkstaden i Stockholm. Urverken levereras av ETA i Schweiz. Sjöö Sandstöms Calibre SSG1 är exempelvis ETA 2824-2.

### Chronolink
En av Sjöö Sandströms mest populära klocka som man också ofta pratar om som deras genombrott är Sjöö Sandström Chronolink det är en klocka med båda manuellt mekaniskt urverk men som man kan lyfta övre delen av klockan och där en quartz klocka med massvis med funktioner sitter adderad.

### Landsort
Sjöö Sandströms mest mytomspunna klocka är den man gjorde 2011 som kallades Landsort. Denna klocka var det många som jagade och under 2023 tog man tillbaka modellen och gjorde ett nytt släpp med en modern version av Landsorts klockan. 

## I Försvarets tjänst
Sjöö Sandström UTC Skydiver valdes 2011 till ny flygtjänstklocka till Försvarsmakten. Den ersätter den äldre Seiko modellen, som varit problematisk.